# Chocolademunt (snoepgoed)

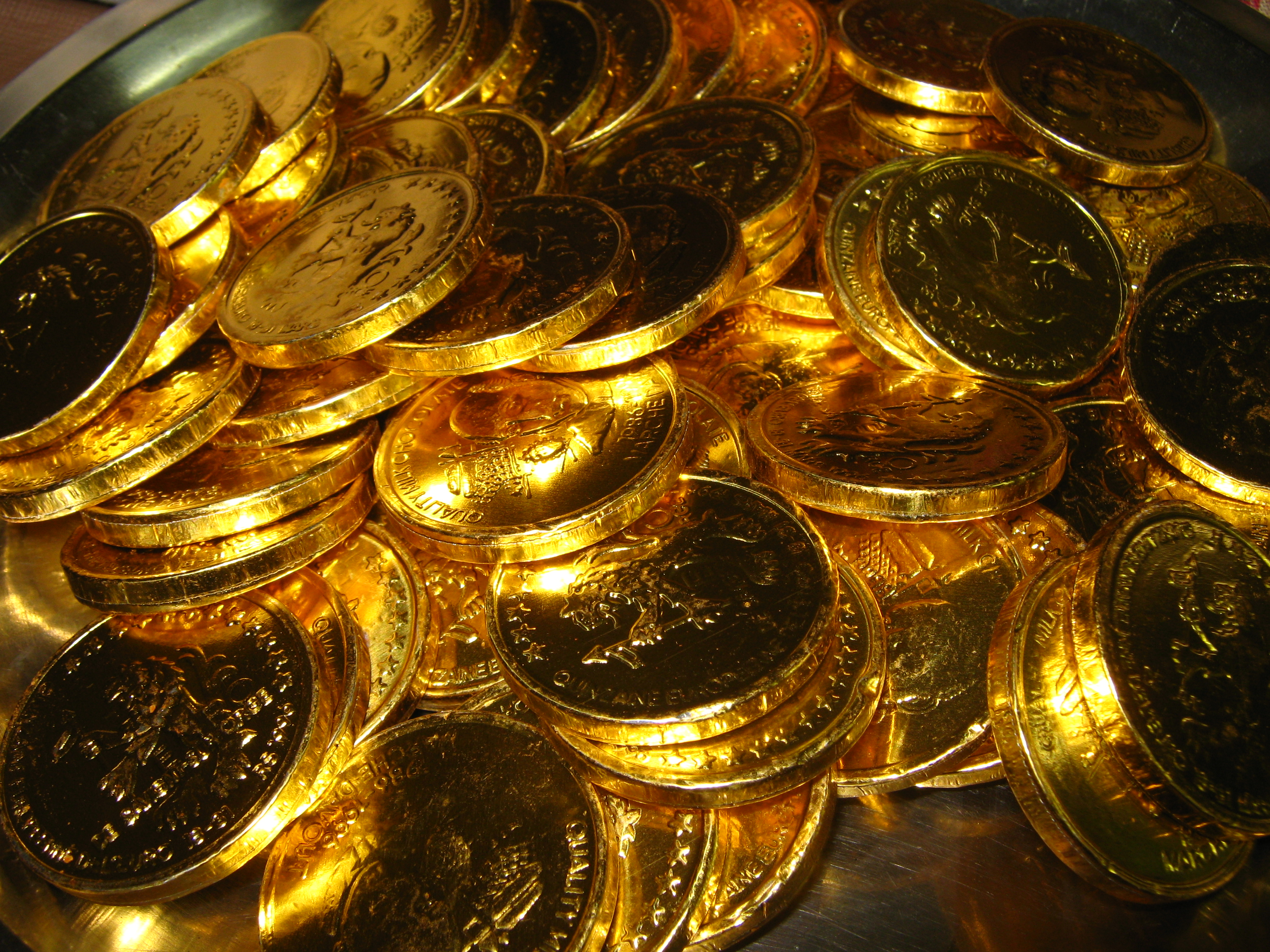
Nog meer chocogeld...

Chocolademunten, ook bekend als chocoladegeld, zijn in brons-, zilver- of goudfolie (vaak van aluminium) gewikkelde chocolaatjes in de vorm van munten. Ze worden traditioneel aan kinderen gegeven als Christelijke en seculaire traditie in de sinterklaastijd, in de kersttijd en in de Joodse traditie tijdens Chanoeka.

## Geschiedenis
De geschiedenis van chocolademunten wordt vergezeld met allerlei verhalen, waarvan onduidelijk is welke klopt.
Een theorie is dat het geven van chocolademunten gestart is door de daden van Nicolaas van Myra. Hij was de bisschop van Myra in Lycië, tegenwoordig gelegen in Turkije. Hoewel er geen geschreven documentatie is, spreken vele legendes over zijn vriendelijkheid voor kinderen. Hij zou een ongelooflijk verlegen persoon zijn en wilde aan de arme kinderen van Myra geld geven zonder dat ze het wisten. Op een avond klom hij op een dak en gooide een buidel met geld in een schoorsteen, die landde in een paar kousen dat een klein meisje had opgehangen om te drogen. Elk jaar zou Sint-Nicolaas munten of geld blijven geven aan de kinderen van Myra.
Veel later zouden andere gewoonten hun eigen speciale versie van het verbergen van munten in en rond het huis om gevonden worden door de kinderen overnemen. Op een onbekende datum werden de munten later gemaakt van chocolade en in de kousen van de kinderen gestopt op kerstochtend. Bedrijven uit verschillende landen begonnen met het produceren van de met goudfolie verpakte chocolademunten, en deze zijn uitgegroeid tot een symbool van Kerstmis, terwijl het in Nederland en België juist het meest met het Sinterklaasfeest in verbinding wordt gebracht.

## Verenigd Koninkrijk
In het Verenigd Koninkrijk worden chocolademunten gebruikt om de kerstboom te versieren en om de kousen van kinderen te vullen. Wanneer kinderen een vriend of familielid bezoeken, mogen ze gevonden chocolade uit de boom meenemen als traktatie. Een variant hiervan is, dat chocolade munten ergens verborgen worden in het huis om door kinderen gevonden te worden, vaak in de vorm van een speurtocht.

## Trivia
- Op 14 november 2015 werd de grootste chocolademunt ter wereld gemaakt door Andrew Farrugia gedurende de feesten in de Muntstraat in Leuven.[4]